# Área de Conservação da Paisagem dos Penhascos de Rannaniidi
A Área de Conservação da Paisagem dos Penhascos de Rannaniidi é um parque natural localizado no Condado de Saare, na Estónia.
A área do parque natural é de 98 hectares.
A área protegida foi fundada em 1959 para proteger os penhascos de Rannaniidi. Em 2005, a área protegida foi designada para área de conservação paisagística.